# Francis Heron
Charles Francis William (Frank) Heron, né en 1853 et mort le 23 octobre 1914, est un footballeur anglais actif dans les années 1870 au sein du Wanderers Football Club. Il a été sélectionné une fois en équipe d'Angleterre de football.

## Biographie
Francis Heron est le jeune frère d’Hubert Heron. Il est né à Uxbridge à l’ouest de Londres et étudie à la Mill Hill School. Il joue au sein de l’équipe d’Uxbridge avant de rejoindre le Wanderers Football Club.
Francis Heron est sélectionné une seule fois en équipe d'Angleterre de football. Il dispute ce match le 4 mars 1876 à Hamilton Crescent, Partick contre l’équipe d'Écosse de football. Son frère Hubert est le capitaine de l'équipe d’Angleterre qui l’emporte trois à zéro sur son adversaire.
Une semaine après son match en Écosse, Francis Heron est membre de l’équipe des Wanderers qui dispute la finale de la Coupe d'Angleterre de football contre Old Etonians Football Club au Kennington Oval. Cette qualification pour la finale doit beaucoup à Heron. Il marque en effet deux buts cruciaux contre Sheffield FC au troisième tour. La finale s’achève sans que les deux équipes aient pu se départager (1-1). Mais le match d’appui disputé le 18 mars 1876 voit les Wanderers l’emporter largement sur le score de 3 buts à 0, les buts étant marqués par Thomas Hughes (2) et Charles Wollaston (1).
Les deux frères Francis et Hubert jouent la finale. Il faudra attendre 120 ans pour que deux autres frères disputent de nouveau une finale de Coupe d’Angleterre : Phil et Gary Neville en 1996 avec Manchester United.

## Palmarès
- Wanderers FC
  - Vainqueur de la Coupe d'Angleterre 1876.